# Kokoro no Senshi
Singles de Angela Aki
Home
(2005) Kiss Me Good-Bye
(2006)
Kokoro no Senshi (心の戦士) est le deuxième single d'Angela Aki.

## Le single
| 1. | Kokoro no Senshi (心の戦士)                               | Angela Aki                                            | Angela Aki             | Angela Aki, Motoki Matsuoka | 5:11 |
| 2. | Sora wa Itsumo Naite Iru (空はいつも泣いている)           | Angela Aki                                            | Angela Aki             | Angela Aki, Motoki Matsuoka | 3:12 |
| 3. | Today (Reprise de The Smashing Pumpkins)                  | William Patrick Corgan, Angela Aki (letras japonesas) | William Patrick Corgan | Angela Aki, Motoki Matsuoka | 3:54 |
| 4. | Eyes On Me -featured in FINAL FANTASY VIII- (bonus track) | Kazumi Someya                                         | Nobuo Uematsu          | Angela Aki, Motoki Matsuoka | 4:31 |

| 1. | Kokoro no Senshi (vidéo-clip)                                         |  |  |
| 2. | Final Fantasy Ⅷ Premier movie featuring Kiss Me Good-Bye (vidéo-clip) |  |  |